# Борисоглебский монастырь (Туров)
Ту́ровский Борисогле́бский монасты́рь — бывший монастырь, располагавшийся в городе Турове на территории современной Беларуси.

## История
Православный Туровский Борисоглебский монастырь был основан не позднее начала XII века в городе Турове в качестве резиденции епископов Туровской епархии. В монастыре проживал столпник святой Кирилл Туровский, избранный 6 марта 1114 года епископом Туровским. В этом же монастыре он скончался 28 апреля 1120 года, здесь же, вероятно, был погребён. Другим известным насельником монастыря был святой Мартин Туровский, проживавший в нём в XII веке. В начале XV века в результате монгольских и литовских погромов епископская кафедра была перенесена из Борисоглебского монастыря в Пинск, но позднее возвращена. В 1596 году монастырь был передан Униатской церкви и позднее разрушен. В конце XIX века на территории бывшего монастыря располагалось только обширное древнее кладбище. В 1961—1963 годах в результате раскопок, проведённых Михаилом Константиновичем Каргером, был обнаружен хорошо сохранившийся фундамент трёхнефной церкви XII века с приблизительными размерами 28,2×16,5 метров, позднее ставший центром музейной экспозиции.